# Albrecht Roscher
Albrecht Roscher (Hamburgo-Ottensen, 27 de agosto de 1836 - Ksunguni, cerca del lago Malaui, 19 de marzo de 1860) fue un geógrafo y explorador alemán.

## Biografía

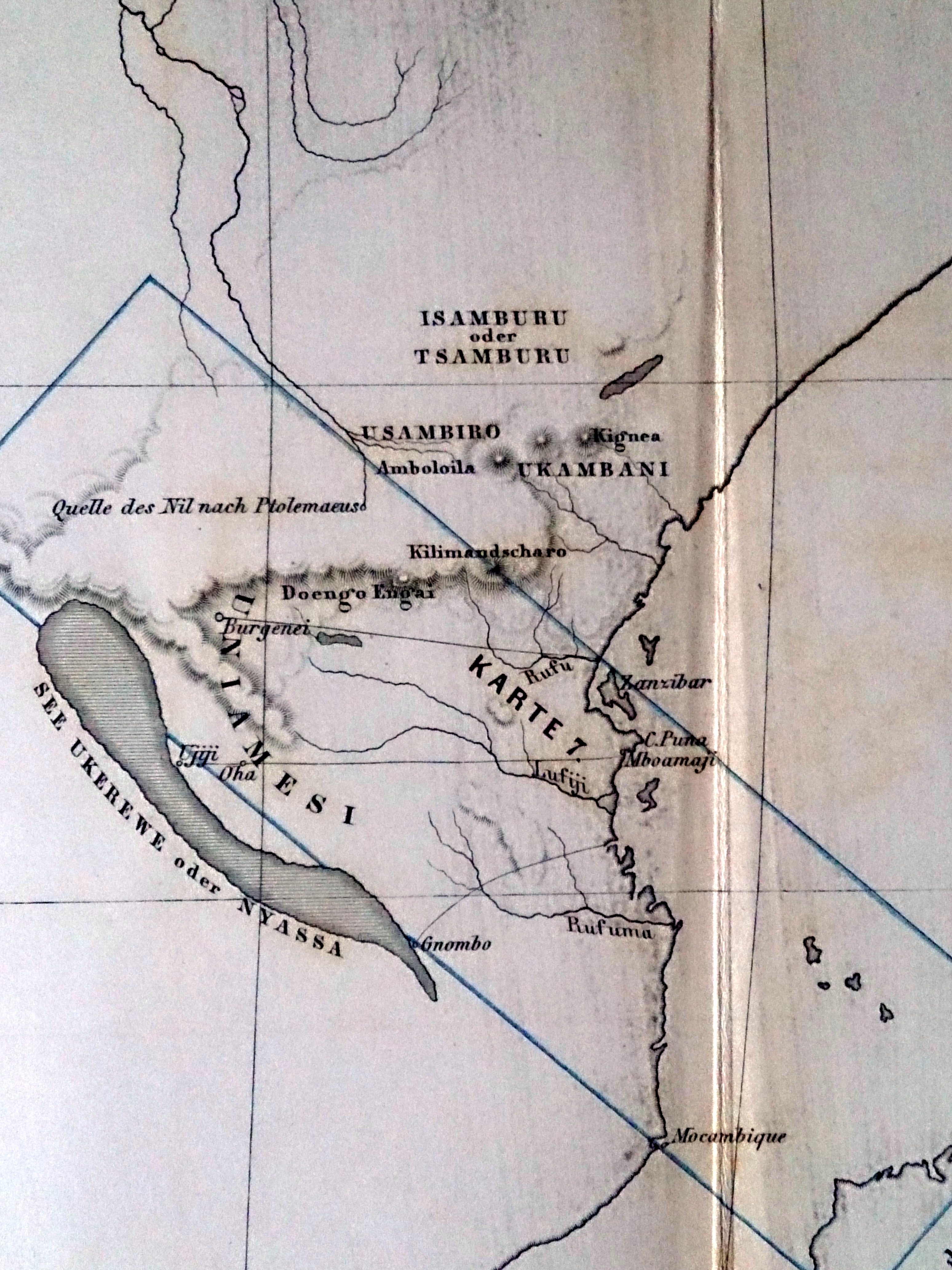
Detalle de las dos láminas adjuntas a la tesis de Roscher

Estudió en la prestigiosa escuela Gelehrtenschule des Johanneums de Hamburgo. De 1856 a 1858, estudió en la Universidad de Leipzig ciencias naturales, geografía, y lenguas orientales. En su tesis doctoral «Ptolomeo y las rutas comerciales en África Central», reconstruyó la geografía del África interior basándose en el mapa de Ptolomeo, con el objetivo de localizar las fuentes del Nilo. Este trabajo fue reconocido por eminentes geógrafos alemanes como Heinrich Barth, Alexander Humboldt, Carl Ritter y August Petermann.
En 1858, Roscher, gracias al impacto favorable de su tesis, puedo reunir fondos del rey Maximiliano II de Baviera, el senado de Hamburgo y algunos comerciantes y banqueros de Hamburgo para emprender un viaje científico a África. Llegó a Zanzíbar en septiembre de 1858 y durante su estancia en la isla realizó investigaciones botánicas y aprendió el suajili.
En febrero y marzo de 1859 viajó a lo largo de la costa oriental africana, explorando la bahía de Dar es Salaam y el delta del río Rufiji, e hizo investigaciones sobre las rutas comerciales y el interior del continente africano. En Kunduchi conoció a los exploradores africanos británicos Richard Francis Burton y John Hanning Speke, cuyos viajes de descubrimiento al lago Tanganica y al lago Victoria influyeron en las investigaciones posteriores de Roscher.
En abril de 1859, tuvo que interrumpir su viaje debido a unas fiebres severas y permaneció en la región costera de Kilwa durante dos meses. Como sus fondos se estaban agotando, a finales de agosto de 1859 se unió a una caravana de traficantes árabes de esclavos que se dirigía al interior del continente. Roscher llegó a Nussewa, en la orilla oriental del lago Malaui, todavía con mala salud, en octubre de 1859, dos meses después de que lo hiciera el famoso explorador británico David Livingstone.
En los meses siguientes, Roscher exploró la zona alrededor del lago y preparó una expedición al Camerún, que no pudo llevar a cabo. En marzo de 1860, partió de Nussewa para recoger los suministros que había dejado a lo largo de la ruta, pero él y sus compañeros fueron asesinados por traficantes árabes de esclavos en la aldea de Ksunguni, a tres días de viaje del lago Malaui. Se supone que los esclavistas temían que Roscher les denunciara ante las autoridades. Sus registros científicos, geográficos y antropológicos, así como los diarios de esta expedición, se perdieron. 

## En la Ciencia
La orquídea Vanilla roscheri, que Roscher descubrió y que lleva su nombre, fue descrita por primera vez por Heinrich Gustav Reichenbach en 1876.

## Obra
- Ptolemaeus und die Handelsstraßen in Central-Africa. Ein Beitrag zur Erklärung der ältesten uns erhaltenen Weltkarte [Ptolomeo y las rutas comerciales en África Central. Una contribución a la explicación del mapa más antiguo que se conserva del mundo] (1857).